# 후쿠오카촌 (이바라키현)
후쿠오카촌(福岡村)은 1889년 4월 1일부터 1955년 3월 1일까지 존재했던 이바라키현 쓰쿠바군에 속했던 촌이다. 현재의 쓰쿠바미라이시 북부에 해당한다.

## 지리
이바라키현 쓰쿠바군 남부에 있던 촌이다. 고가이강 동쪽 기슭에 위치하며, 지역 내에는 다니하라령 3만석으로 개발된 전원지대의 북부에 해당하며, 지역 내에는 후쿠오카 둑이 있다. 

## 역사
- 1889년 4월 1일 - 정촌제 시행에 수반해 쓰쿠바군 후쿠오카촌이 성립하였다.
- 1955년 3월 1일 - 쓰쿠바군 주와촌, 야하라촌, 기타소마군 고키누촌과 합병해 쓰쿠바군 야와라촌이 되었다

## 참고문헌
- 角川日本地名大辞典 8 茨城県 （角川書店）
- 茨城県市町村合併史